# أحمد حمدي باشا
أحمد حمدي باشا (بالتركية: Ahmed Hamdi Paşa)‏ كان الصدر الأعظم للدولة العثمانية في الفترة ما بين 11 يناير 1878 حتى 4 فبراير 1878. تُوفي في سنة 1885.